# Ulf Thorgilsson
Ulf Thorgilsson (mort assassiné en 1026) est jarl de Danemark de  1023 à sa mort.

## Biographie
Ulf était le fils de Thorgils Sprakaleg. Il était également le beau-frère de Knut le Grand dont il avait épousé la sœur Estrid. Sa propre sœur Gytha Thorkelsdóttir était la femme de Godwin de Wessex[réf. nécessaire].
Sa carrière est difficile à reconstituer du fait des nombreux événements légendaires associés à son nom. Malgré ses liens avec le royaume anglo-saxon, il semble qu’Ulf lui-même ne détint jamais d’office ni de territoire en Angleterre[réf. nécessaire].
Son beau-frère Knut le Grand le charge d’administrer le Danemark avec le titre de jarl en 1023 après la disgrâce de Thorkell le Grand. Il s’oppose à Knut et bien qu’une réconciliation soit intervenue entre eux et que Ulf ait participé en 1026 à la bataille de l'Helgea contre les Suédois et les Norvégiens près de l'embouchure de l'Helge, le roi le fait assassiner en décembre 1026 en pleine messe dans une église de Roskilde, où il est inhumé.

## Union et postérité
De son mariage vers 1015 avec Estrid, Ulf laisse trois fils [réf. nécessaire]:
- Sven II, qui devient prétendant au royaume de Danemark après la disparition de ses cousins les fils de Knut ;
- Beorn ou Björn, qui devient Earl en Angleterre et meurt assassiné en 1049 par Sven Godwinson ;
- Asbjörn (da), jarl au Danemark, mort en 1086.